# Warwariwka (rejon dunajowiecki)
Warwariwka (ukr. Варварівка, pol. Barbarówka) – wieś na Ukrainie, w obwodzie chmielnickim, w rejonie dunajowieckim.